# Martin Balister
Martin Balister (fl. 1380.), jedan od najranijih poznatih graditelja portativa i orgulja u Hrvatskoj. Djelovao u Dubrovniku.